# 15-ös busz (Debrecen)
A debreceni 15-ös jelzésű autóbusz a Doberdó utca és a Széna tér között közlekedik. Útvonala során érinti a belvárost,  Agrár Egyetemet, Kölcsey Központot, Tanítóképző Főiskolát, Debrecen Plázát, Fórum Debrecent, Zsibogót és a Széna teret. A 15-ös buszon felül közlekednek 15Y jelzéssel is járatok.
Jelenlegi menetrendje 2018. április 1-jétől érvényes.

## Története
A jelenlegi 15-ös autóbusz az 1979. február 24-i menetrendváltozással jött létre. A járat ekkor a Doberdó utca és az Attila tér között közlekedett. Ekkor még a Dóczy József utcáról a Nádor utcát az Egyetem sugárút - Gyöngyösi utca útvonalon érte el. 1980-ban a Borzán Gáspár utcáig hosszabbították meg a vonalat a Vágóhíd utcán keresztül. 1983-tól már a Bólyai utca - Thomas Mann utca útvonalon haladtak a Dóczy József utca és a Nádor utca között. Ez maradt a járat útvonala egészen 2010-ig. 2010-ben a DKV a Lencztelepiek kérésére teszt jelleggel 15K jelzéssel autóbuszkáratot indított a Borzán Gáspár utcáig a 15-ös busz útvonalán, onnan pedig tovább a Széna térig. A teszt sikeres volt, így 2010. augusztus 16-án a 15-ös busz a Széna térig hosszabbult meg. Mivel a 15-ös járat sűrűn közlekedett, de a Széna térnek nem volt szüksége 8-12 perces követésre, ezért a Doberdó utca és a Diószegi út között el indult a 15Y-os autóbusz, mely sűrű követése miatt az újonnan létrejött járat család fő viszonylatává vált a 2011-es menetrendváltásig. A 2-es villamos építése idején többször is terelőútvonalon közlekedtek a 12-es, 15/15Y, 31-es és 32-es autóbuszok.
A 2-es villamos átadásakor felmerült, hogy a 15Y busszal együtt az egész járatot megszüntetik, vagy csak a Széna tér - Segner tér között fog közlekedni, ám a Lencz telep tiltakozása miatt a buszok továbbra is a Doberdó utcáig járnak. A villamossal való párhuzamosság elkerülése miatt a buszok a Böszörményi úton haladnak. Érintik az Agrárt, de az Egyetem főépületét nem. Az is felmerült, hogy az Agrár érintése után a Bolyai utcán végighaladva elmegy az Egyetem főépülethez is, de a DKV egy rövidebb úton, annak érintése nélkül határozta meg az utat a Doberdó utcáig.

### A 15-ös járatcsalád 1980-1996
- A 15A jelzésű autóbusz 1980-ban, a 15-ös busz meghosszabbításakor indult el a Doberdó utca és az Attila tér között. Csak csúcsidőn kívül és hétvégén közlekedett. 1996-ban a járat megszűnt.
- A 15M jelzésű autóbusz szintén 1980-ban indult el a Doberdó utca és a Borzán Gáspár utca között. A járat gyorsjáratként üzemelt, csak a fontosabb megállóhelyeken állt meg. Csak csúcsidőben közlekedett. A járat 1991-ben megszűnt.
- 1992-ben újraindították a 15M gyorsjáratot 15 jelzéssel. Sem a jellege, sem az üzemideje nem módosult. 1993-ban a piros 31-essel egyidőben szűnt meg.

### A 15-ös járatcsalád 2010-től
- 15Y

## Járművek
A viszonylaton csúcsidőben néha csuklós Alfa Cívis 18 és Mercedes-Benz Conecto G Next közlekedik, ám a legtöbb esetben Alfa Cívis 12 ,Mercedes-Benz REFORM 500 LE és Mercedes-Benz Conecto szólóbuszok indulnak.

## Útvonala
| Év        | Végállomások                                                 | Útvonal oda | Útvonal vissza |
| --------- | ------------------------------------------------------------ | --- | --- |
| 1979-1980 | Doberdó utca – Attila tér                                    | Kartács utca – Dóczy József utca – Egyetem tér – Egyetem sugárút – Gyöngyösi utca – Nádor utca – Dózsa György utca – Csemete utca – Mester utca – Hunyadi utca – Rákóczi utca – Burgundia utca – Klaipeda utca – Szent Anna utca                                                                                      | Baross utca – Kossuth utca – Burgundia utca – Rákóczi utca – Hunyadi utca – Mester utca – Csemete utca – Dózsa György utca – Nádor utca – Gyöngyösi utca – Egyetem sugárút – Egyetem tér – Dóczy József utca – Kartács utca                                                                                 |
| 1980-1983 | Doberdó utca – (15A: Attila tér)/15, 15M: Borzán Gáspár utca | Kartács utca – Dóczy József utca – Egyetem tér – Egyetem sugárút – Gyöngyösi utca – Nádor utca – Dózsa György utca – Csemete utca – Mester utca – Hunyadi utca – Rákóczi utca – Burgundia utca – Klaipeda utca – Szent Anna utca – (15A: Attila tér vá.) – Vágóhíd utca – Diószegi út                                 | Diószegi út – Vágóhíd utca – (15A: Attila tér vá.) – Szent Anna utca – Klaipeda utca – Burgundia utca – Rákóczi utca – Hunyadi utca – Mester utca – Csemete utca – Dózsa György utca – Nádor utca – Gyöngyösi utca – Egyetem sugárút – Egyetem tér – Dóczy József utca – Kartács utca                       |
| 1983-1991 | Doberdó utca – (15A: Attila tér)/15, 15M: Borzán Gáspár utca | Kartács utca – Dóczy József utca – Egyetem tér – Bolyai utca – Thomas Mann utca – Nádor utca – Dózsa György utca – Csemete utca – Mester utca – Hunyadi utca – Rákóczi utca – Burgundia utca – Klaipeda utca – Szent Anna utca – (15A: Attila tér vá.) – Vágóhíd utca – Diószegi út                                   | Diószegi út – Vágóhíd utca – (15A: Attila tér vá.) – Szent Anna utca – Klaipeda utca – Burgundia utca – Rákóczi utca – Hunyadi utca – Mester utca – Csemete utca – Dózsa György utca – Nádor utca – Thomas Mann utca – Bolyai utca – Egyetem tér – Dóczy József utca – Kartács utca                         |
| 1991-1992 | Doberdó utca – (15A: Attila tér)/15: Borzán Gáspár utca      | Kartács utca – Dóczy József utca – Egyetem tér – Bolyai utca – Thomas Mann utca – Nádor utca – Dózsa György utca – Csemete utca – Mester utca – Hunyadi utca – Rákóczi utca – Burgundia utca – Klaipeda utca – Szent Anna utca – (15A: Attila tér vá.) – Vágóhíd utca – Diószegi út                                   | Diószegi út – Vágóhíd utca – (15A: Attila tér vá.) – Szent Anna utca – Klaipeda utca – Burgundia utca – Rákóczi utca – Hunyadi utca – Mester utca – Csemete utca – Dózsa György utca – Nádor utca – Thomas Mann utca – Bolyai utca – Egyetem tér – Dóczy József utca – Kartács utca                         |
| 1992-1993 | Doberdó utca – (15A: Attila tér)/15, 15: Borzán Gáspár utca  | Kartács utca – Dóczy József utca – Egyetem tér – Bolyai utca – Thomas Mann utca – Nádor utca – Dózsa György utca – Csemete utca – Mester utca – Hunyadi utca – Rákóczi utca – Burgundia utca – Klaipeda utca – Szent Anna utca – (15A: Attila tér vá.) – Vágóhíd utca – Diószegi út                                   | Diószegi út – Vágóhíd utca – (15A: Attila tér vá.) – Szent Anna utca – Klaipeda utca – Burgundia utca – Rákóczi utca – Hunyadi utca – Mester utca – Csemete utca – Dózsa György utca – Nádor utca – Thomas Mann utca – Bolyai utca – Egyetem tér – Dóczy József utca – Kartács utca                         |
| 1993-1996 | Doberdó utca – (15A: Attila tér)/15: Borzán Gáspár utca      | Kartács utca – Dóczy József utca – Egyetem tér – Bolyai utca – Thomas Mann utca – Nádor utca – Dózsa György utca – Csemete utca – Mester utca – Hunyadi utca – Rákóczi utca – Burgundia utca – Klaipeda utca – Szent Anna utca – (15A: Attila tér vá.) – Vágóhíd utca – Diószegi út                                   | Diószegi út – Vágóhíd utca – (15A: Attila tér vá.) – Szent Anna utca – Klaipeda utca – Burgundia utca – Rákóczi utca – Hunyadi utca – Mester utca – Csemete utca – Dózsa György utca – Nádor utca – Thomas Mann utca – Bolyai utca – Egyetem tér – Dóczy József utca – Kartács utca                         |
| 1996-2010 | Doberdó utca – Borzán Gáspár utca                            | Kartács utca – Dóczy József utca – Egyetem tér – Bolyai utca – Thomas Mann utca – Nádor utca – Dózsa György utca – Csemete utca – Mester utca – Hunyadi utca – Rákóczi utca – Burgundia utca – Klaipeda utca – Szent Anna utca – Vágóhíd utca – Diószegi út                                                           | Diószegi út – Vágóhíd utca – Szent Anna utca – Klaipeda utca – Burgundia utca – Rákóczi utca – Hunyadi utca – Mester utca – Csemete utca – Dózsa György utca – Nádor utca – Thomas Mann utca – Bolyai utca – Egyetem tér – Dóczy József utca – Kartács utca                                                 |
| 2010-2013 | Doberdó utca – Széna tér                                     | Kartács utca – Dóczy József utca – Egyetem tér – Bolyai utca – Thomas Mann utca – Nádor utca – Dózsa György utca – Csemete utca – Mester utca – Hunyadi utca – Rákóczi utca – Burgundia utca – Klaipeda utca – Szent Anna utca – Vágóhíd utca – Diószegi út – Borzán Gáspár utca – Monostorpályi út – Cseresznye utca | Kaskötő utca – Alma utca – Borzán Gáspár utca – Diószegi út – Vágóhíd utca – Szent Anna utca – Klaipeda utca – Burgundia utca – Rákóczi utca – Hunyadi utca – Mester utca – Csemete utca – Dózsa György utca – Nádor utca – Thomas Mann utca – Bolyai utca – Egyetem tér – Dóczy József utca – Kartács utca |
| 2013      | Doberdó utca – Széna tér                                     | Kartács utca – Dóczy József utca – Egyetem tér – Bolyai utca – Böszörményi út – Mester utca – Hunyadi utca – Rákóczi utca – Burgundia utca – Klaipeda utca – Szent Anna utca – Vágóhíd utca – Diószegi út – Borzán Gáspár utca – Monostorpályi út – Cseresznye utca                                                   | Kaskötő utca – Alma utca – Borzán Gáspár utca – Diószegi út – Vágóhíd utca – Szent Anna utca – Klaipeda utca – Burgundia utca – Rákóczi utca – Hunyadi utca – Mester utca – Böszörményi út – Bolyai utca – Egyetem tér – Dóczy József utca – Kartács utca                                                   |
| 2013-2014 | Doberdó utca – Széna tér                                     | Kartács utca – Dóczy József utca – Egyetem tér – Bolyai utca – Thomas Mann utca – Nádor utca – Dózsa György utca – Csemete utca – Mester utca – Hunyadi utca – Rákóczi utca – Burgundia utca – Klaipeda utca – Szent Anna utca – Vágóhíd utca – Diószegi út – Borzán Gáspár utca – Monostorpályi út – Cseresznye utca | Kaskötő utca – Alma utca – Borzán Gáspár utca – Diószegi út – Vágóhíd utca – Szent Anna utca – Klaipeda utca – Burgundia utca – Rákóczi utca – Hunyadi utca – Mester utca – Csemete utca – Dózsa György utca – Nádor utca – Thomas Mann utca – Bolyai utca – Egyetem tér – Dóczy József utca – Kartács utca |
| 2014-től  | Doberdó utca – Széna tér                                     | Böszörményi út – Mester utca – Hunyadi utca – Rákóczi utca – Burgundia utca – Klaipeda utca – Szent Anna utca – Vágóhíd utca – Diószegi út – Borzán Gáspár utca – Monostorpályi út – Cseresznye utca | Kaskötő utca – Alma utca – Borzán Gáspár utca – Diószegi út – Vágóhíd utca – Szent Anna utca – Klaipeda utca – Burgundia utca – Rákóczi utca – Hunyadi utca – Mester utca – Böszörményi út |

## Megállóhelyei
| 0  | Doberdó utca végállomás                    | 33 | 2 10, 10A, 10Y, 11, 15Y, 22, 23, 23Y, 24, 36Y, 50, 51E                              |
| 2  | Árpád Vezér Általános Iskola               | 33 | 2 10, 10A, 10Y, 11, 15Y, 22, 24, 34, 35, 35E, 35Y, 36, 36E, 36Y, 50 Helyközi buszok |
| 4  | Békessy Béla utca                          | 32 | 15Y, 22, 24, 24Y, 34, 35, 35Y, 36                                                   |
| 5  | Agrártudományi Centrum                     | 30 | 15Y, 22, 22Y, 24, 24Y, 34, 35, 35Y, 36, 36E Helyközi buszok                         |
| 7  | Kertváros                                  | 28 | 15Y, 22, 22Y, 24, 24Y, 34, 35, 35Y, 36                                              |
| 9  | Füredi út                                  | 27 | 15Y, 21, 22, 22Y, 24, 24Y, 33, 33E, 34, 35, 35E, 35Y, 36, 36E, A1 Helyközi buszok   |
| 10 | Tűzoltóság                                 | 26 | 15Y, 22, 22Y, 24, 24Y, 34, 35, 35Y, 36                                              |
| ∫  | Alföldi Nyomda                             | 25 | 15Y, 22, 22Y, 34, 35, 35Y, 36 Helyközi buszok                                       |
| 13 | Mester utca                                | 24 | 2 11, 12, 15Y, 43                                                                   |
| 15 | Kölcsey Központ (Hunyadi János utca)       | 22 | 2 10, 10A, 10Y, 11, 13, 15Y, 22, 22Y, 24, 24Y, 33, 43                               |
| 17 | Kálvin tér                                 | ∫  | 1, 2 11, 15Y, 24, 24Y, 43                                                           |
| 19 | Burgundia utca (↓) Rákóczi utca (↑)        | 20 | 3, 3A 11, 15Y, 22, 22Y, 24, 24Y, 43                                                 |
| 21 | Klaipeda utca (↓) Burgundia utca (↑)       | 19 | 3, 3A, 4 15Y, 19, 25, 25Y, 41, 41Y, 45, 125, 125Y                                   |
| 23 | Szent Anna utca (↓) Klaipeda utca (↑)      | 17 | 15Y                                                                                 |
| 25 | Vágóhíd utca, felüljáró (↓) Attila tér (↑) | 15 | 5, 5A 15Y, 16, 21, 30, 30A, 30N, 37, 43, A1 Helyközi buszok                         |
| 27 | Vágóhíd utca                               | 12 | 15Y, 30, 30A, 30N                                                                   |
| 28 | Zsibogó                                    | 11 | 15Y, 30, 30A, 30N                                                                   |
| 29 | Rigó utca                                  | 10 | 15Y, 30, 30A, 30N Helyközi buszok                                                   |
| 30 | Bihari utca (↓) Sipos utca (↑)             | 9  | 11, 15Y, 30, 30A, 30N Helyközi buszok                                               |
| 32 | Borzán Gáspár utca                         | 7  | 11, 15Y, 30, 30A, 30N Helyközi buszok                                               |
| 33 | Wolaffka utca                              | 5  | 18, 48                                                                              |
| ∫  | Pajtás utca                                | 3  | 18, 18Y                                                                             |
| ∫  | Alma utca                                  | 2  | 18, 18Y                                                                             |
| ∫  | Kaskötő utca                               | 1  | 18, 18Y                                                                             |
| ∫  | Puttony utca                               | 0  | 18, 18Y                                                                             |
| 35 | Pohl Ferenc utca                           | ∫  | 18, 18Y, 48                                                                         |
| 36 | Málna utca                                 | ∫  | 18, 18Y, 48                                                                         |
| 37 | Ribizli utca                               | ∫  | 18, 18Y, 48                                                                         |
| 38 | Cseresznye utca                            | ∫  | 18, 18Y, 48                                                                         |
| 39 | Széna tér végállomás                       | 0  | 18, 18Y                                                                             |

## Menetrend
- Hivatalos menetrend
- Egyszerűsített menetrend
- Utazástervező